# Metanálise
A metanálise ou meta-análise (do grego μετα, "depois de/além", e ανάλυση, "análise") é uma técnica estatística especialmente desenvolvida para integrar os resultados de dois ou mais estudos independentes, sobre uma mesma questão de pesquisa, combinando, em uma medida resumo, os resultados de tais estudos.
As bases estatísticas da metanálise originaram-se no século XVII, na astronomia, onde se estabeleceu que a combinação dos dados de diferentes estudos poderia ser mais apropriada do que a observação de alguns desses trabalhos. No século XX, o estatístico Karl Pearson foi provavelmente o primeiro pesquisador a usar técnicas formais para combinar dados de diferentes estudos médicos, quando examinou o efeito preventivo de inoculações contra febre entérica.
O termo meta-analysis apareceu pela primeira vez em 1976, em um artigo do estatístico Gene Glass. Atualmente, a metanálise é  amplamente aceite e utilizada em várias áreas do conhecimento, como pesquisa social, educação, enfermagem, medicina etc.
A meta-análise foi especialmente desenvolvida para integrar os resultados de vários estudos sobre uma mesma questão de pesquisa, em uma revisão sistemática da literatura. Observe-se que a meta-análise não deve ser confundida com a própria revisão sistemática da literatura, que é o método sistemático utilizado para encontrar e avaliar criticamente todas as evidências científicas disponíveis sobre uma questão de pesquisa. O principal objetivo das revisões sistemáticas é reduzir ao mínimo a chance de erro do tipo I, ou erro sistemático, eliminando estudos com alto risco de viés e  reduzindo o viés de publicação.
A síntese produzida por meta-análise é ponderada, sendo atribuído um peso diferente a cada estudo, de modo que cada um contribua diferentemente  para a conclusão final. O método mais utilizado para atribuir peso a cada estudo é o inverso da variância, ou seja, quanto maior a variabilidade, menor a participação do estudo na conclusão final. Devido ao aumento do tamanho das amostras por combinação dos estudos, a síntese produzida por meta-análise sobre um conjunto de estudos com boa validade reduz o nosso grau de incerteza sobre os efeitos benéficos ou indesejáveis das intervenções em saúde, por exemplo. Revisões sistemáticas com meta-análise são a principal diretriz que orienta as práticas de saúde baseadas em evidências.

## Histórico
O esforço para tentar combinar os resultados de muitos estudos individuais não é novo. Em 1904, o estatístico inglês Karl Pearson publicou, em uma revista médica, um artigo  no qual havia coletado dados de 11 estudos relevantes sobre imunidade e mortalidade por febre tifóide entre soldados que serviam em vários locais do Império Britânico. A meta-análise de Pearson consistia em calcular coeficientes de correlação para cada um dos 11 estudos  e, em seguida, sintetizar os coeficientes em dois subgrupos, produzindo uma correlação média para cada grupo. A partir de Pearson, na primeira metade do século XX, vários estatísticos contribuíram para refinar a metodologia de síntese da pesquisa. Olkin produziu uma lista cronológica com as principais contribuições. Curiosamente, a primeira meta-análise para avaliar o efeito de uma intervenção terapêutica em saúde foi publicada em 1955 por Beecher (1955), para avaliar o poder do efeito placebo.
Na época, o método estatístico para a síntese de estudos ainda não havia sido nominado, recebendo várias designações como "síntese de pesquisa", "visão de conjunto" ou overview, revisão sistemática, "combinação de estudos", "evidência cumulativa" etc. O construto meta-análise só foi proposto em 1976 pelo psicólogo Glass, que assim o definiu: "uma análise estatística de grandes coleções de resultados de estudos individuais com o propósito de integrar os achados destes estudos". Glass teve também o mérito de deslocar as tentativas de integração dominantes baseadas em valores de probabilidade, introduzindo o conceito de tamanho do efeito para fundamentar a integração na comparação de diferenças padronizadas entre o grupo experimental e controle.